# Transportes Interurbanos S.A. (TISA)
Transportes Interurbanos S.A. (TISA) fue una empresa de transportes, que operó diversas líneas de autobuses suburbanos entre Barcelona, San Vicente dels Horts, Santa Coloma de Cervelló y Torrellas de Llobregat entre los años 1968 y 1995. Además, entre los años 1968 y 1980 también operó la línea veraniega entre Barcelona y la Playa de El Pinar en El Prat de Llobregat.

## Historia

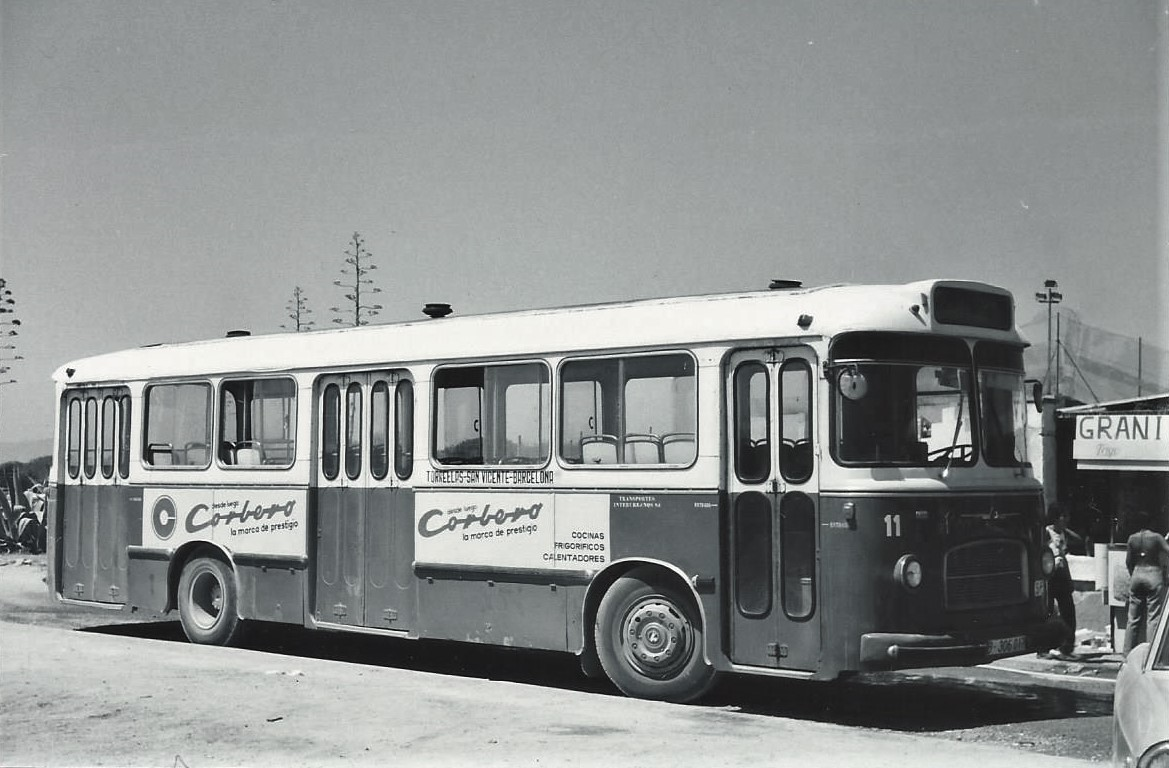
El autobús número 11 en la playa de El Pinar, el 28 de julio de 1974.

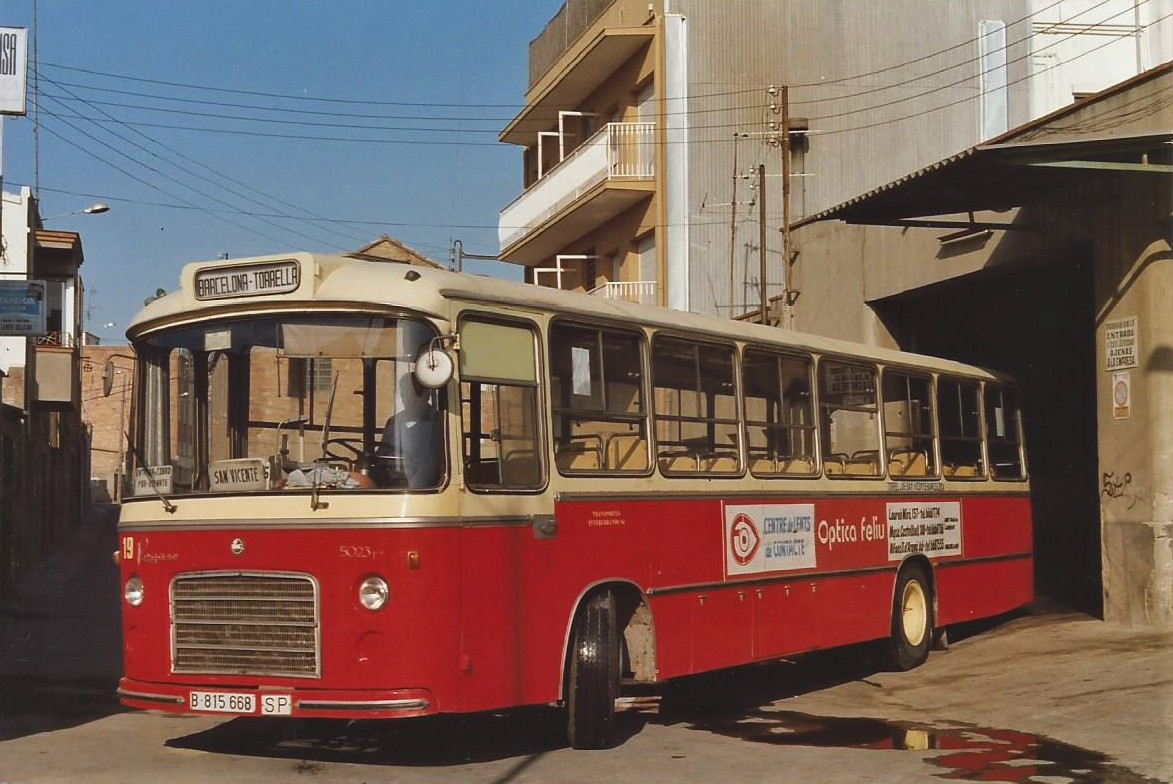
El autobús número 19 saliendo del taller de la calle Comercio, en San Vicente dels Horts, el 6 de enero de 1992.

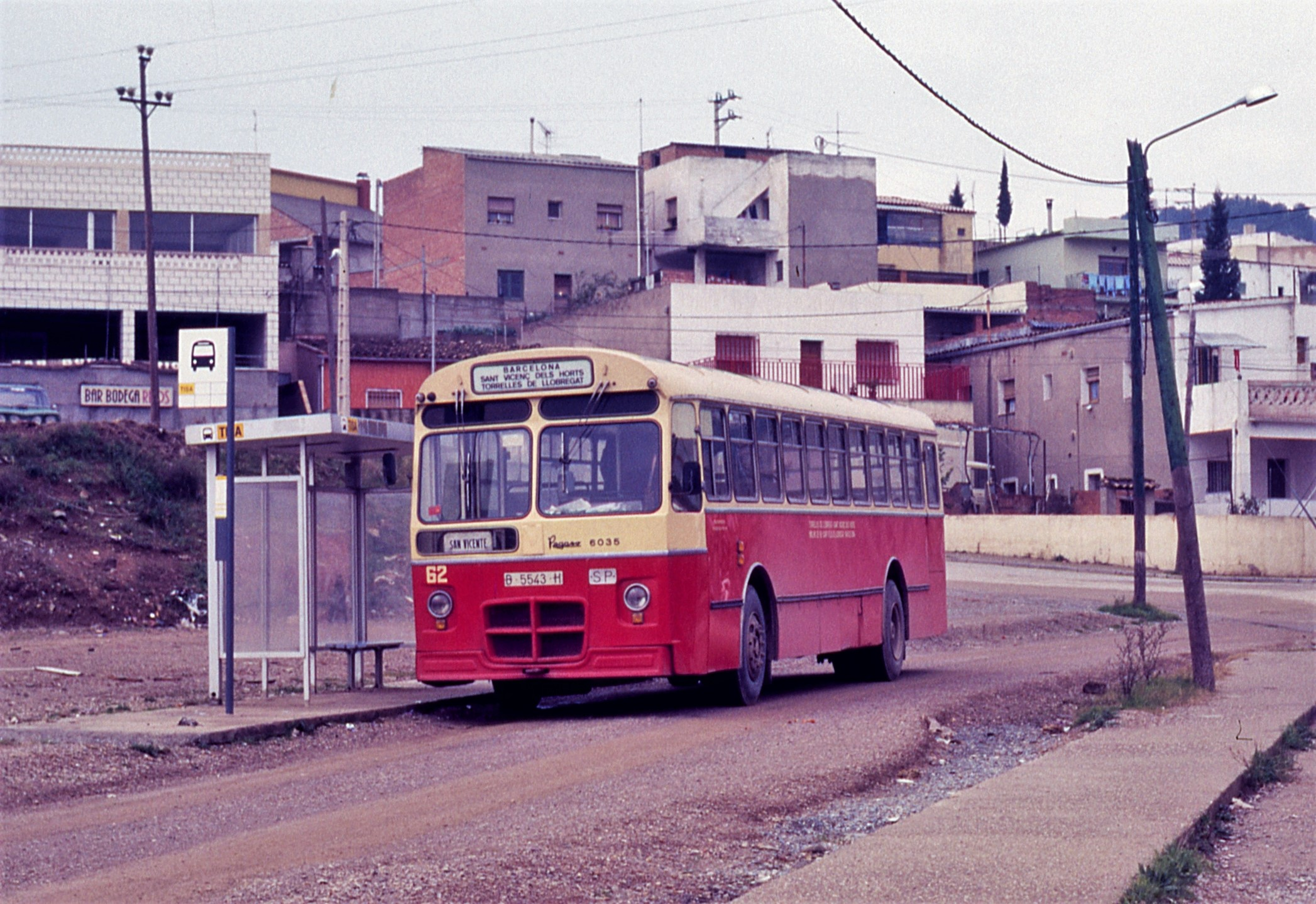
El autobús 62 de Transportes Interurbanos S.A. en la terminal de San Vicente dels Horts., el 10 de diciembre de 1987.

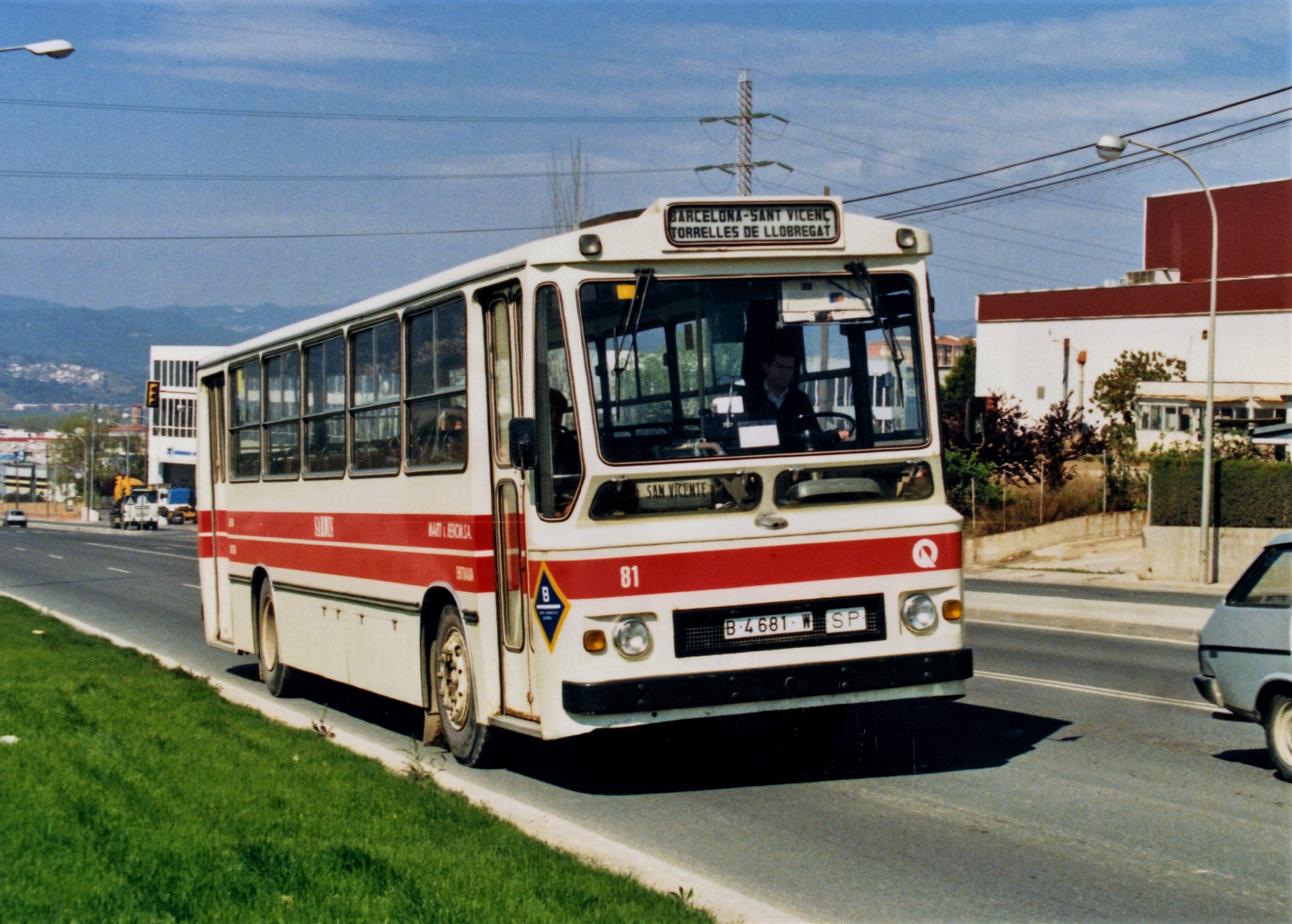
El autobús número 81 de Sarbus, asignado a Transportes Interurbanos S.A., prestando servicio en la línea de San Vicente dels Horts a Barcelona a su paso por San Justo Desvern, el 3 de abril de 1990.

### Antecedentes
El origen de esta empresa de autobuses se remonta al año 1927, cuando Martín Ollé Pi solicitó la autorización para poner en servicio una línea de autobuses entre Torrellas de Llobregat y Molins de Rey por San Vicente dels Horts. En Molins, los autobuses enlazaban con los trenes de la Compañía de los Ferrocarriles de Madrid a Zaragoza y Alicante, ofreciendo así un servicio combinado para llegar hasta Barcelona y otros municipios. No se sabe exactamente cuándo se puso en servicio la línea, aunque la concesión oficial data de 1932. Al parecer, para el servicio disponía de seis vehículos (dos GMC, un Overland, un Hispano Suiza, un Citroën y un Renault).
En 1939 solicitó una nueva autorización, para prolongar la línea desde Molins de Rey hasta Barcelona, para la que adquirió otros cuatro autobuses (dos GMC y dos Chevrolet).
Tras el fallecimiento de Martín Ollé Pi en los años sesenta, la empresa pasa a manos de su viuda, cambiando el nombre por el de Viuda de Ollé y Presas.

### Transportes Interurbanos S.A.
En el año 1923, la familia Martí comenzó sus actividades de transporte de viajeros en Sabadell. Concesionaria única del servicio urbano de esa ciudad del Vallés Occidental desde el año 1953, en 1965 la empresa familiar se transformó en sociedad anónima, con el nombre de Autotransportes Martí S.A. En 1968 constituyó la empresa filial Transportes Interurbanos S.A. (TISA), para poder optar a la concesión V-357 de la línea de Barcelona a la Playa de El Pinar en El Prat de Llobregat. La concesión de esa línea fue adjudicada el 31 de julio de 1968 a TISA. Se trataba de una línea veraniega, con servicio entre el 1 de junio y el primer domingo de octubre. La concesión fijaba la flota necesaria en dos autobuses de 30 plazas.
El 13 de septiembre de 1971, el Ministerio de Obras Públicas autorizó el traspaso de la concesión V-1901 de «transporte de viajeros, equipajes y encargos por carretera entre Barcelona y Torrellas de Llobregat», de la sociedad Viuda de Oller y Presas y Compañía S.R.C. a la empresa Transportes Interurbanos S.A. Como se puede ver, en el momento de su desaparición, la empresa Viuda de Ollé y Presas había cambiado de nombre y estaba constituida como sociedad colectiva. Tras el traspaso, los autobuses comenzaron a recibir los colores rojo y crema característicos de Auto Transportes Martí S.A., en vez del color verde claro de la empresa original.
El 30 de abril de 1972 se otorgó la concesión definitiva a TISA de la línea de cuatro kilómetros de longitud de Santa Coloma de Cervelló a San Vicente dels Horts, como hijuela de la concesión V-1901 de Torrellas de Llobregat. Se ofrecían siete expediciones diarias de ida y vuelta los días laborables, y cinco los festivos, con los autobuses de la concesión V-1901.
El 28 de febrero de 1980, se hizo oficialmente público el traspaso de la concesión V-357 de Barcelona a la Playa de El Pinar en El Prat de Llobregat, de TISA a Pedro Ferrés Bonastre.
Por decisión del ayuntamiento de Sabadell, Autotransportes Martí S.A. perdió la concesión del transporte urbano de esa ciudad en favor de TUS S.C.L. El cambio de operador se hizo efectivo el 1 de febrero de 1982. Al quedar varios autobuses sin utilidad, Martí traspasó unos cuantos de ellos a las líneas de TISA. En 1985 se fusionaron oficialmente las empresas Auto Transportes Martí S.A. y Sociedad Anónima Renom Bus, dando lugar a una nueva sociedad denominada Martí i Renom SA (Sarbus). A partir del año 1990, fue frecuente ver autobuses de Sarbus prestando los servicios de TISA.

### Renuncia a las concesiones
El 31 de mayo de 1994, TISA presentó, ante el Departamento de Política Territorial y Obras Públicas de la Generalidad de Cataluña, la solicitud de renuncia a la titularidad de la concesión V-1901/B-104 de Barcelona a Torrellas de Llobregat con hijuelas, debido al elevado déficit de explotación. El 11 de enero de 1995 le fue aceptada la renuncia, con la condición de mantener el servicio durante un máximo de 12 meses, hasta que la administración encontrara una empresa sustitutiva. En el servicio a Torrellas de Llobregat fue sustituida por la empresa Soler i Sauret, que el 13 de octubre de 1994 presentó una solicitud ante la Generalidad para prolongar hasta esa población su concesión V-3259/B-191.

## Servicios

### Línea de la playa de El Pinar, 1968
En el momento de su puesta en servicio, en esta línea se ofrecían cinco expediciones por sentido entre Barcelona y la playa de El Pinar en el El Prat de Llobregat, más tres parciales por sentido entre El Prat de Llobregat y la playa de El Pinar.

### Línea de Torrellas, 1952
Según un horario datado probablemente en 1952, el servicio ofrecido en esa época era el siguiente:
- Entre Torrellas de Llobregatt y Barcelona, cuatro expediciones los laborables, siete los sábados y nueve los festivos. En sentido contrario, cuatro los laborables, ocho los sábados y nueve los festivos.
- Entre San Vicente dels Horts y Barcelona, cinco expediciones los laborables, ocho los sábados y cuatro los festivos. En sentido contrario, cuatro los laborables, siete los sábados y cinco los festivos.

### Línea de Torrellas, marzo de 1983
En marzo de 1983 ya se ofrecía una elevada frecuencia: prácticamente un autobús cada media hora entre San Vicente dels Horts y Barcelona, y cada hora entre Torrellas de Llobregat y Barcelona. La terminal en Barcelona estaba situada en la calle Llançà, junto a la Plaza de España. Según la concesión, no se admitían viajeros entre Molins de Rey y Barcelona y puntos intermedios, y viceversa. En esta época se comenzó a denominar como L60 la línea entre San Vicente dels Horts y Barcelona. Los servicios ofrecidos eran:
- Entre Torrellas de Llobregat y Barcelona, 15 expediciones los laborables y 13 los festivos. En sentido contrario, 14 los laborables y 13 los festivos. El tiempo de viaje era de 50 minutos.
- Entre Santa Coloma de Cervelló, Torrellas de Llobregat y Barcelona, cinco expediciones los laborables y tres los festivos. En sentido contrario, tres los laborables y ninguna los festivos. El tiempo de viaje era de 60 minutos.
- Entre San Vicente dels Horts y Barcelona, 17 expediciones los laborables y tres los festivos. En sentido contrario, 17 los laborables y cuatro los festivos. El tiempo de viaje era de 40 minutos.
- Entre el barrio de Sant Antoni de San Vicente dels Horts y Barcelona, tres expediciones los laborables y 20 los festivos. En sentido contrario, dos los laborables y 17 los festivos. El tiempo de viaje era de 50 minutos.

### Línea de Torrellas, junio de 1992
En los años noventa, la terminal de Barcelona ya había sido trasladada de la calle Llançà a la calle Viriato, junto a la estación de Sants. Los servicios de Santa Coloma de Cervelló ya no daban la vuelta por Torrellas de Llobregat, e iban directos a y desde San Vicente dels Horts. Respecto al servicio anterior, se observa una reducción de las expediciones, de 40 a 35 en días laborables en dirección a Barcelona, y de 36 a 34 en sentido contrario. Esta reducción fue mucho más notable los días festivos, pasando de 39 a 20 expediciones en sentido Barcelona, y de 34 a 20 en sentido contrario. Los servicios ofrecidos eran:
- Entre Torrellas de Llobregat y Barcelona, 12 expediciones los laborables y 10 los festivos. En sentido contrario, 11 los laborables y 10 los festivos. El tiempo de viaje era de 65 minutos.
- Entre Santa Coloma de Cervelló y Barcelona, tres expediciones los laborables y dos los festivos. En sentido contrario, tres los laborables y una los festivos. El tiempo de viaje era de 65 minutos.
- Entre San Vicente dels Horts y Barcelona, 20 expediciones los laborables y dos los festivos. En sentido contrario, 20 los laborables y tres los festivos. El tiempo de viaje era de 40 minutos.
- Entre el barrio de Sant Antoni de San Vicente dels Horts y Barcelona, ninguna expedición los laborables y 6 los festivos. En sentido contrario, ninguna los laborables y 6 los festivos. El tiempo de viaje era de 60 minutos en dirección Barcelona, y de 45 minutos en dirección Sant Antoni.

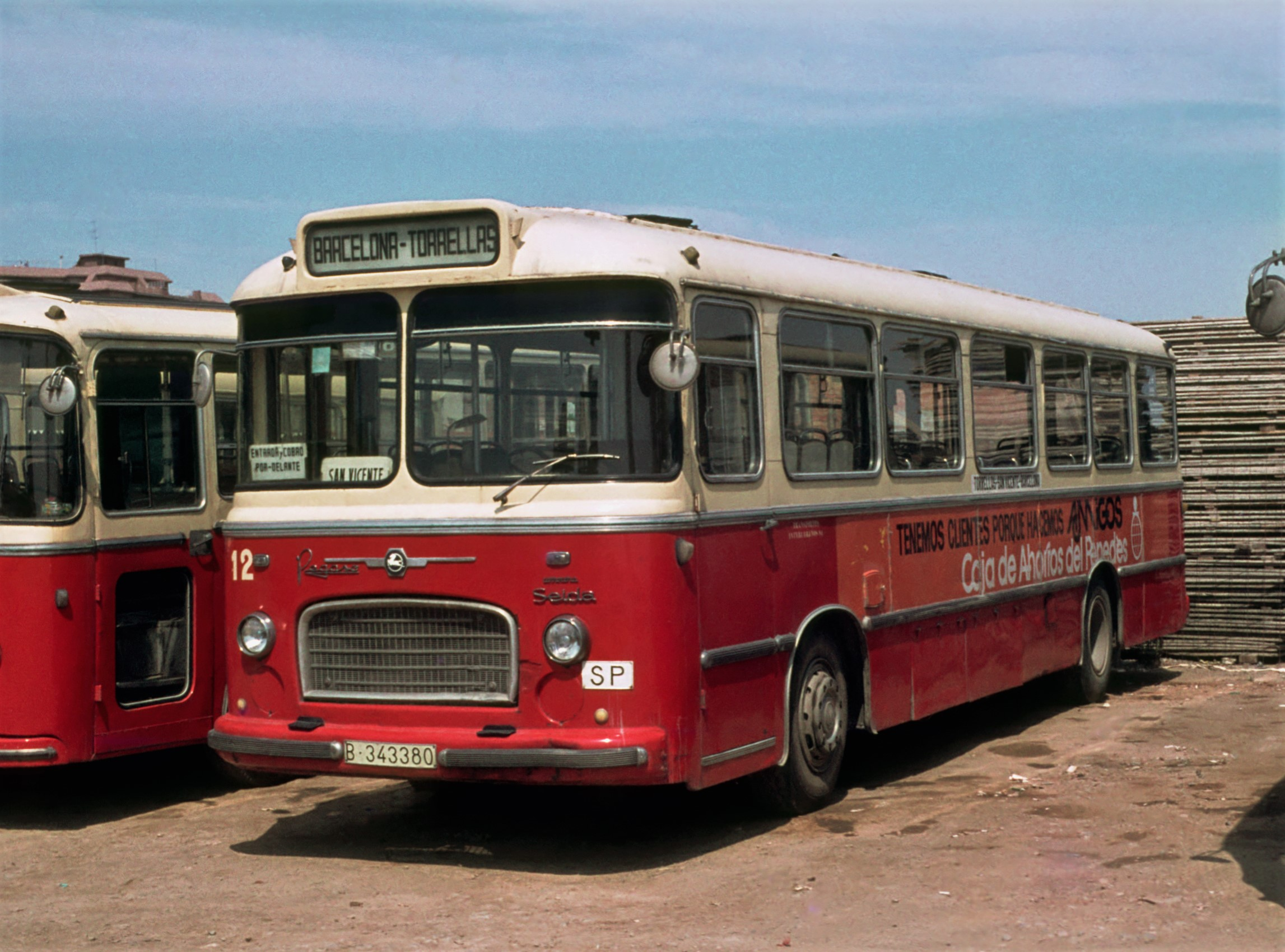
El autobús número 12 en las cocheras de San Vicente dels Horts, el mes de julio de 1979.
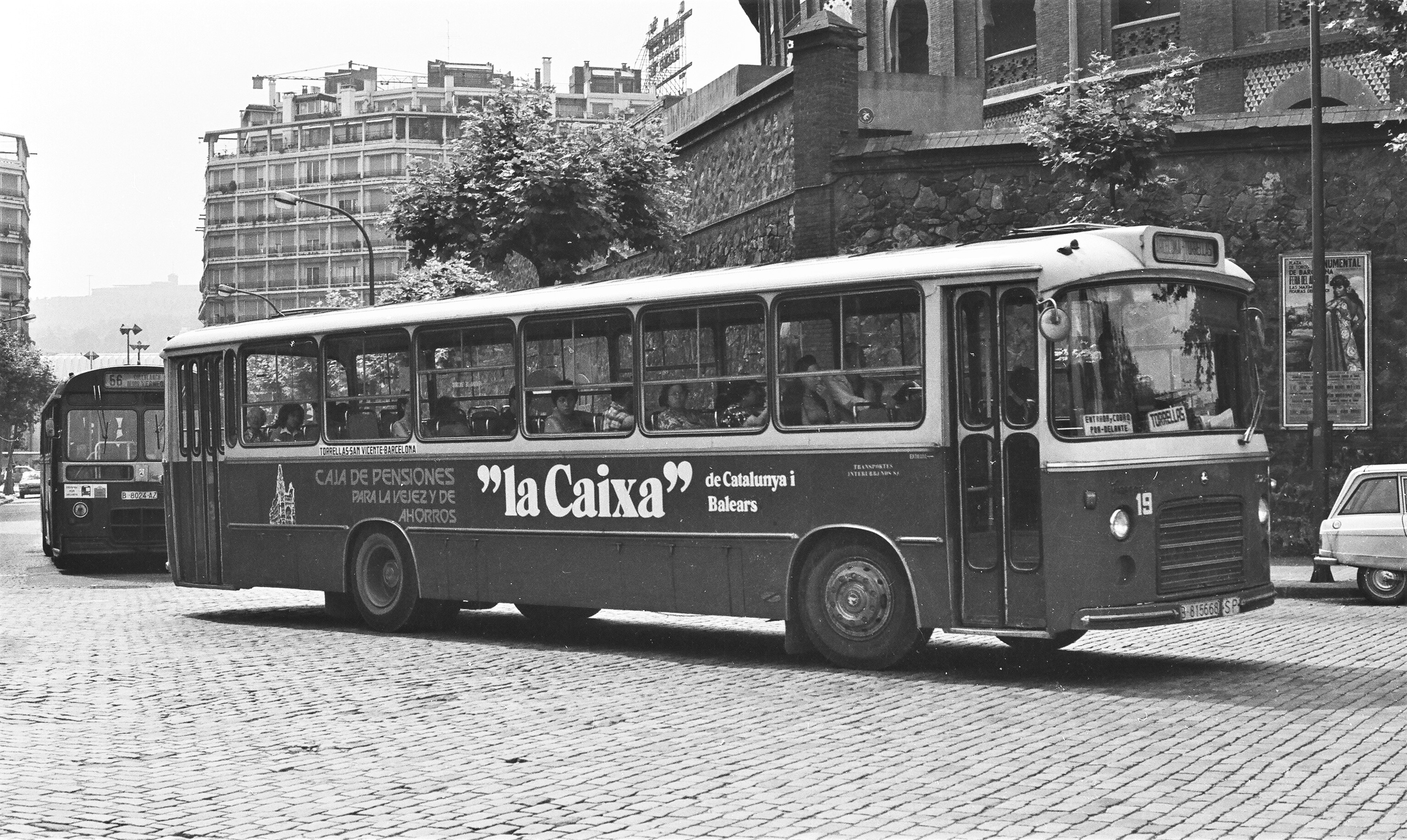
El autobús número 19 sale de la terminal de la calle Llançà, cerca de la Plaza de España, en Barcelona, el 7 de julio de 1978.
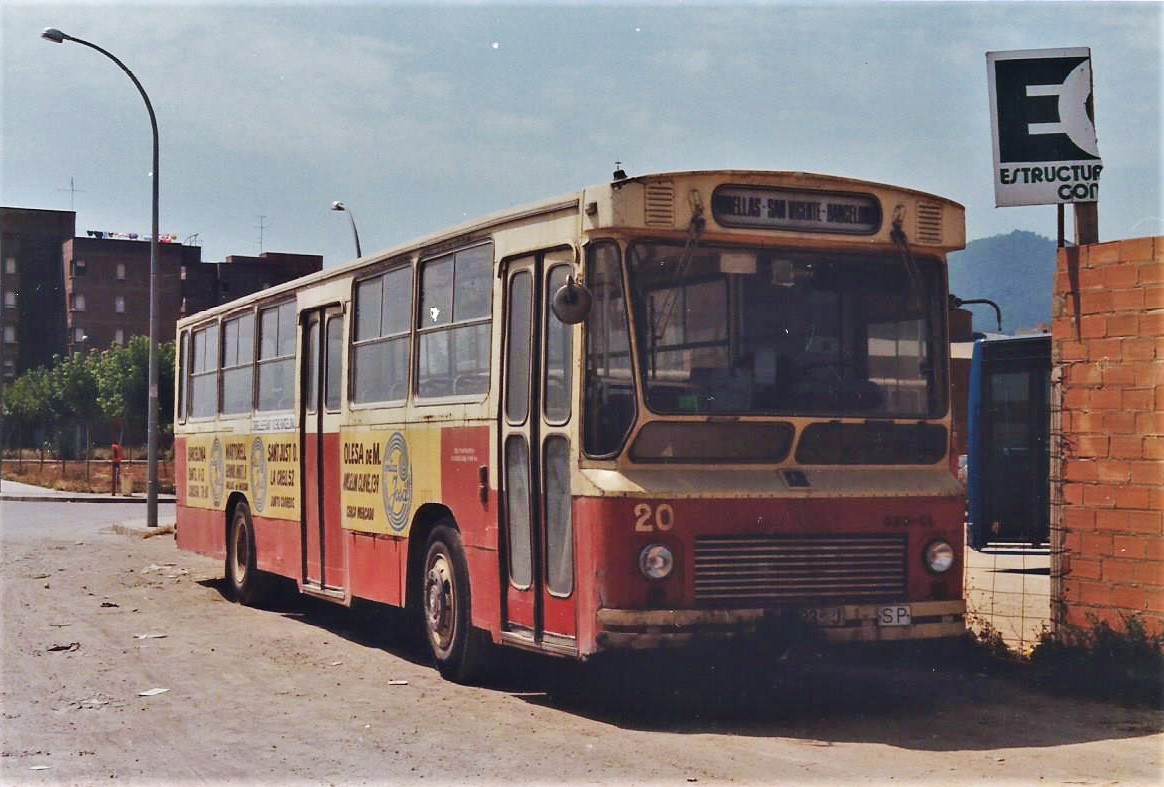
El autobús número 20 cerca de las cocheras de San Vicente dels Horts, el 23 de junio de 1991.
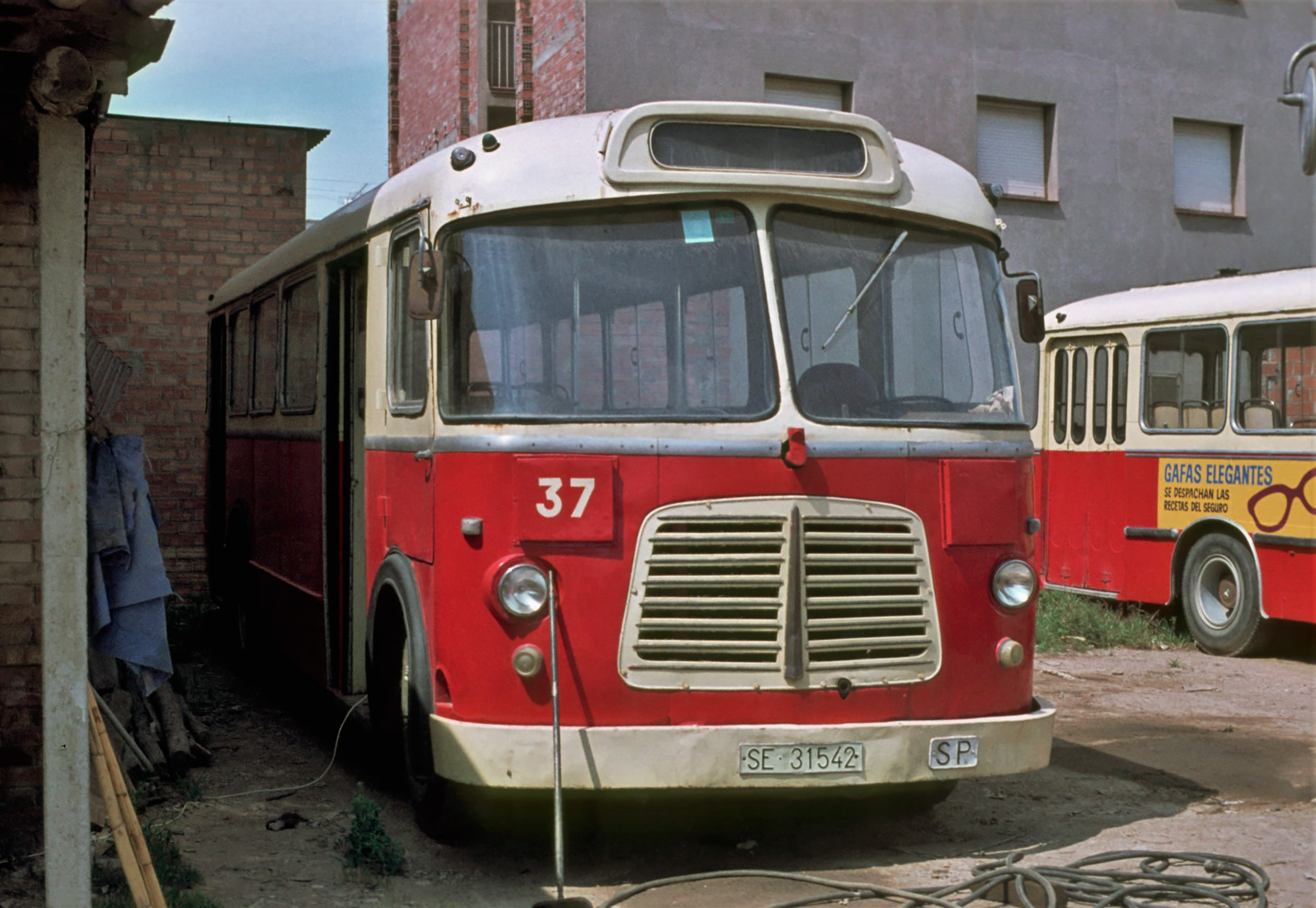
El Pegaso Z-401 procedente de Sevilla, número 37 de TISA, en las cocheras de San Vicente dels Horts en julio de 1979.
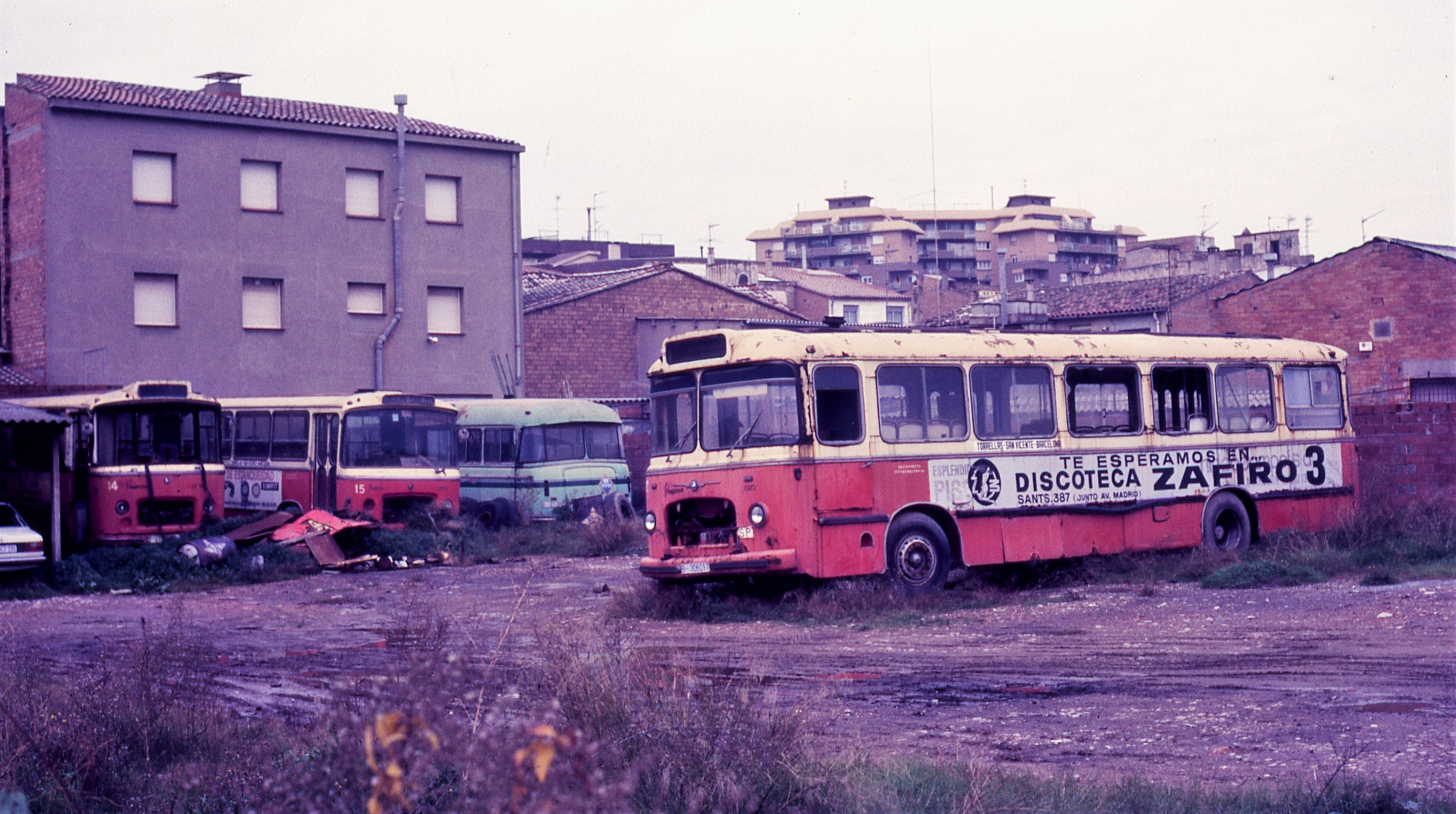
Ya retirados del servicio en las cocheras de San Vicente dels Horts, los autobuses 11 en primer plano, y 14, 15 y 9 al fondo, el 10 de diciembre de 1987.

## Flota de autobuses
TISA tuvo dos instalaciones en San Vicente dels Horts: en un terreno situado en la Carretera de Sant Boi, entre las calles Doctor Fleming y Àngel Guimerà, estacionaba los autobuses; en la parte posterior de este terreno, en el número 20 de la calle del Comercio, tenía un pequeño taller. Ninguna de las dos instalaciones existe actualmente.
La flota de autobuses puede dividirse históricamente en tres etapas: los vehículos heredados de la antigua empresa Viuda de Oller y Presas, los adquiridos y traspasados por Autotransportes Martí S.A., y el único coche traspasado por Sarbus. Probablemente, los autobuses números 9 al 19 procedían de la antigua concesión de Viuda de Ollé y Presas, aunque sólo es seguro ese origen en el caso de tres de estos coches (números 9, 17 y 18). 
El hecho de que cuando renunció a su concesión en 1995 ésta no fuera traspasada, sino liquidada, probablemente favoreció que se hayan podido preservar tres de los autobuses de su flota.
|   | Número | Puesta en servicio | Bastidor           | Carrocería | Observaciones |
| - | ------ | ------------------ | ------------------ | ---------- | --- |
| - | 9      | 1960               | ?                  | Ayats 706  | Procedía de Viuda de Ollé y Presas. |
| - | 10     | 1961               | Pegaso 5023 CL     | ?          | Probablemente procedía de Viuda de Ollé y Presas. |
| - | 11     | 1963               | Pegaso 5020        | Seida      | Probablemente procedía de Viuda de Ollé y Presas. |
| - | 12     | 1963               | Pegaso 5020 B5     | Seida      | Probablemente procedía de Viuda de Ollé y Presas. |
| - | 13     | 1964               | Pegaso 5020        | Seida      | Probablemente procedía de Viuda de Ollé y Presas. |
| - | 14     | 1965               | Pegaso 5020-DR     | Ciscar     | Probablemente procedía de Viuda de Ollé y Presas. |
| - | 15     | 1966               | Pegaso 5022        | Ciscar     | Probablemente procedía de Viuda de Ollé y Presas. |
| - | 16     | 1967               | Pegaso 5065-DR     | ?          | Probablemente procedía de Viuda de Ollé y Presas. |
| - | 17     | 1967               | Pegaso 5023 M      | Ciscar     | Procedía de Viuda de Ollé y Presas. Preservado por Sarbus y la asociación ARCA. |
| - | 18     | 1968               | Pegaso 5023.1      | Ciscar     | Procedía de Viuda de Ollé y Presas. Preservado por Sarbus y la asociación ARCA. |
| - | 19     | 1970               | Pegaso 5023        | Ciscar     | Probablemente procedía de Viuda de Ollé y Presas. |
| - | 20     | 1972               | Pegaso 5023 CL     | Hugás      | Probablemente adquirido nuevo por Autotransportes Martí S.A., junto con otros dos autobuses iguales (números 59 y 60 de Martí), pero asignado directamente a TISA.                                                                           |
| - | 37     | 1957               | Pegaso Z-401       | Seida      | Procedía de Autotransportes Martí S.A. (mismo número), a donde llegó procedente del Servicio Municipal de Autobuses de Sevilla (conservó la matrícula de esa ciudad).                                                                        |
| - | 53     | 1969               | Pegaso 5062B Comet | Hugás      | Probablemente fue uno de los dos coches de la concesión de la playa de El Pinar en El Prat de Llobregat. No prestó servicio en la línea de Torrellas y estuvo asignado simultáneamente a «La Catalana», filial de Autotransportes Martí S.A. |
| - | 54     | 1969               | Pegaso 5062B Comet | Hugás      | Probablemente fue uno de los dos coches de la concesión de la playa de El Pinar en El Prat de Llobregat. No prestó servicio en la línea de Torrellas y estuvo asignado simultáneamente a «La Catalana», filial de Autotransportes Martí S.A. |
| - | 61     | 1972               | Pegaso 6035 4      | Noge       | Procedía de Autotransportes Martí S.A., con el mismo número. Originalmente con tres puertas, luego modificado con solo dos. Traspasado desde Sabadell en 1982 tras el cese del servicio urbano.                                              |
| - | 62     | 1972               | Pegaso 6035 4      | Noge       | Procedía de Autotransportes Martí S.A., con el mismo número. Originalmente con tres puertas, luego modificado con solo dos. Traspasado desde Sabadell en 1982 tras el cese del servicio urbano.                                              |
| - | 63     | 1972               | Pegaso 6035 4      | Noge       | Procedía de Autotransportes Martí S.A., con el mismo número. Originalmente con tres puertas, luego modificado con solo dos. Traspasado desde Sabadell en 1982 tras el cese del servicio urbano.                                              |
| - | 65     | 1972               | Pegaso 6035 4      | Noge       | Procedía de Autotransportes Martí S.A., con el mismo número. Originalmente con tres puertas, luego modificado con solo dos. Traspasado desde Sabadell en 1982 tras el cese del servicio urbano. Preservado por Sarbus y la asociación ARCA.  |
| - | 81     | 1973               | Pegaso 5023-1      | Icarsa     | Procedía de Sarbus, con el mismo número. |